# Drvar
Drvar (Servisch: Дрвар) is een plaats en gemeente in het westen van Bosnië en Herzegovina, gelegen op de weg tussen Bosansko Grahovo en Bosanski Petrovac, ook ligt het vlak bij Glamoč. Het maakt deel uit van het kanton West-Bosnië en van de Federatie van Bosnië en Herzegovina.

## Naam
Het woord Drvar stamt van het Servo-Kroatische woord 'DRVO' wat 'hout' betekent. Gedurende het bestaan van de Socialistische Federale Republiek Joegoslavië heette de stad Titov Drvar ter ere van Josip Broz Tito.

## Demografie
| Census | totaal | Serven          | Bosniakken  | Kroaten     | Joegoslaven    | overig      |
| ------ | ------ | --------------- | ----------- | ----------- | -------------- | ----------- |
| 1991   | 17.126 | 16.608 (96,97%) | 33 (0,19%)  | 33 (0,19%)  | 384 (2,24%)    | 68 (0,39%)  |
| 1981   | 17.983 | 15.896 (88,39%) | 26 (0,14%)  | 62 (0,34%)  | 1.842 (10,24%) | 157 (0,89%) |
| 1971   | 20.064 | 19.496 (97,16%) | 213 (1,06%) | 141 (0,70%) | 259 (3,21%)    | 140 (0,72%) |

De plaats Drar zelf had in 1991 8053 inwoners:
- 7,693 - 95.52% Serven
- 29 - 0,36% Bosniakken
- 24 - 0,29% Kroaten
- 259 - 3,21% Joegoslaven
- 48 - 0,59% overig

## Economie
Drvar was al bekend in het tijdperk van Oostenrijk-Hongarije vanwege de hoge kwaliteit van het hout afkomstig uit dit gebied. Het Drvar gebied is nog steeds een van de grootste houtproductie- en houtverwerkingsgebieden in Bosnië en Herzegovina. Een van de grootste problemen in dit gebied is de grote corruptie rondom deze houtkap. Volgens een schatting is in 2004 ongeveer 110000 m³ van het hout 'verdwenen'. De gemiddelde prijs van 1m³ hout was toen ongeveer 100 km (100 Konvertibile Mark = 50 euro).

## Overig
'Desant na Drvar' is een film over de aanval van de Duitsers op Drvar. Er zijn nog steeds locaties zichtbaar waar flink gevochten is in die tijd, ze lijken onaangeraakt door de tijd. De "Grot van Tito" (waar hij zich in de oorlog enige tijd verborg) en de zogenaamde "Citadel" (de begraafplaats op de helling midden in Drvar) zijn te bekijken. Op de laatste locatie zijn ook de restanten van een begraafplaats te vinden uit de tijd van Oostenrijk-Hongarije (in zeer slechte staat). De legende gaat dat er ook mogelijk (onbekende) aantallen Duitse soldaten begraven zijn, na de aanval van 1944 (Operatie Rosselsprung). Op deze plek is ook een Romeinse markering te zien van ongeveer 100 jaar na Christus. Een andere Romeinse markering kan gevonden worden op de weg naar Bosanski Petrovac, voorbij de vuilnisbelt, vlak bij Zaglavica.
Drvar staat ook bekend om zijn lokale rakija, een drank die populair is over heel de Balkan. Een specialiteit is "rakija" gemaakt van 'houtbessen', genaamd "drenja" in het Servo-Kroatisch.

## Geboren
- Milan Rodić (1991), Servisch voetballer